# آموزش سلامت
آموزش سلامت (به انگلیسی: Health Education) عبارت است از آموزش مسائل مربوط به سلامت به افراد جامعه. به عبارتی دیگر به فرایند آموزشی مرتبط با فراهم کردن ترکیبی از رویکردها برای تغییر سبک زندگی که می‌تواند به افراد، خانواده‌ها و جوامع در تصمیم‌گیری آگاهانه درباره موضوعاتی که در بازیابی، دستیابی و حفظ سلامت مؤثر است، کمک نماید آموزش سلامت می گویند. 
آموزش سلامت در ساده ترین تعریف یعنی «آموزشی که منجر به ارتقای رفتار بهداشتی فرد شود». 
هدف اساسی آموزش سلامت ، تغییر رفتار است، نه افزایش اطلاعات؛ و اگر چه آموزش سلامت اکثراً با ارائه اطلاعات بهداشتی آغاز می شود، اما موفقیت آن زمانی است که بتواند رفتاری مناسب با سلامت فرد و جامعه را جایگزین رفتار غلط غیر بهداشتی کند
آموزش سلامت نه تنها با انتقال اطلاعات ارتباط دارد، بلکه با ایجاد انگیزه، مهارت‌ها و اعتماد به نفس مورد نیاز برای اقدام جهت اعتلای سلامت نیز در ارتباط است. آموزش سلامت شامل انتقال و تبادل اطلاعات در زمینه شرایط زیربنایی اجتماعی، اقتصادی و محیط تأثیرگذار بر سلامت و همچنین در زمینه عوامل خطر فردی و رفتارهای مخاطره‌آمیز و استفاده از نظام مراقبت‌های بهداشتی می‌باشد.
رفتار یک پدیده چندعاملی است و در حوزه تغییر رفتار آموزش سلامت شرط لازم برای تغییر رفتار است اما به تنهایی کافی نیست و نیازمند مداخلات گسترده تر است.
ارتقای سلامت جامعه شامل سه عامل آموزش سلامت، حفاظت از سلامت و پیشگیری از بیماری است و بدون برنامه ریزی متعادل برای این سه عامل، نمی توان به ارتقای سلامت مردم امیدوار بود.

سازمان بهداشت جهانی (who)  اهداف و تعاریف زیر را برای آموزش سلامت بیان کرده است:
– ترغیب مردم برای شرکت فعالانه در اقدامات بهداشتی به طور انفرادی و دسته جمعی به منظور حفظ سلامت فرد
– تجهیز  افراد به دانشها و مهارت های لازم و نفوذ در گرایشهای آنان به نحوی که بتوانند مسایل بهداشتی خویش را حل نمایند.
– فراهم آوردن شرایط لازم جهت رشد خدمات بهداشتی
– آماده کردن و تشویق مردم برای قبول و نگاه داری عادات بهداشتی
– آگاه کردن مردم درباره خدمات طبی و بهداشتی کشور
– کمک به مردم در راه نایل شدن به سلامت توسط اقدامات و فعالیت های خود آنان به نحوی که بتوانند آمادگی قبول مسئولیت تندرستی خود و اجتماعی که  در آن زندگی می کنند را داشته باشند.

در دیدگاههای جدید، آموزش سلامت کانون اصلی جنبشهای نوین سلامت عمومی است. در این دیدگاهها، تاثیر محیط (اجتماعی، اقتصادی، انسانی) بر سلامت مورد توجه قرار گرفته است.
در گذشته آموزش سلامت به عنوان واژه‌ای که در برگیرنده طیف وسیعی از اقدامات، شامل بسیج اجتماعی و حمایت همه جانبه بوده مورد استفاده قرار می گرفت. اکنون این روش‌ها در اصطلاح ارتقای سلامت گنجانده شده و تعریف خیلی محدودتری از آموزش سلامت به منظور تأکید بر تفاوتهای بین این دو حوزه (آموزش سلامت و ارتقای سلامت) ارائه شده‌است.